# Nowy Targ

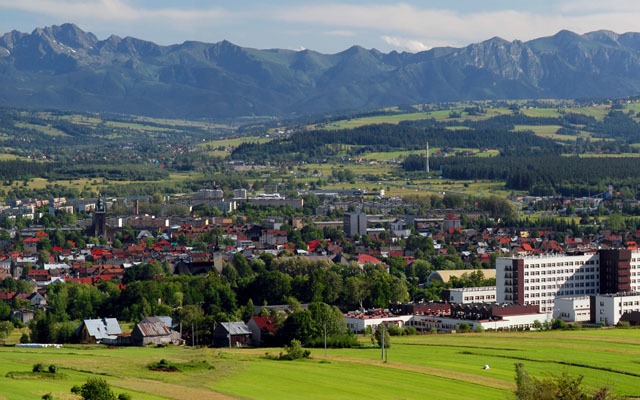
Zentrum von Nowy Targ mit Blick auf die Tatra

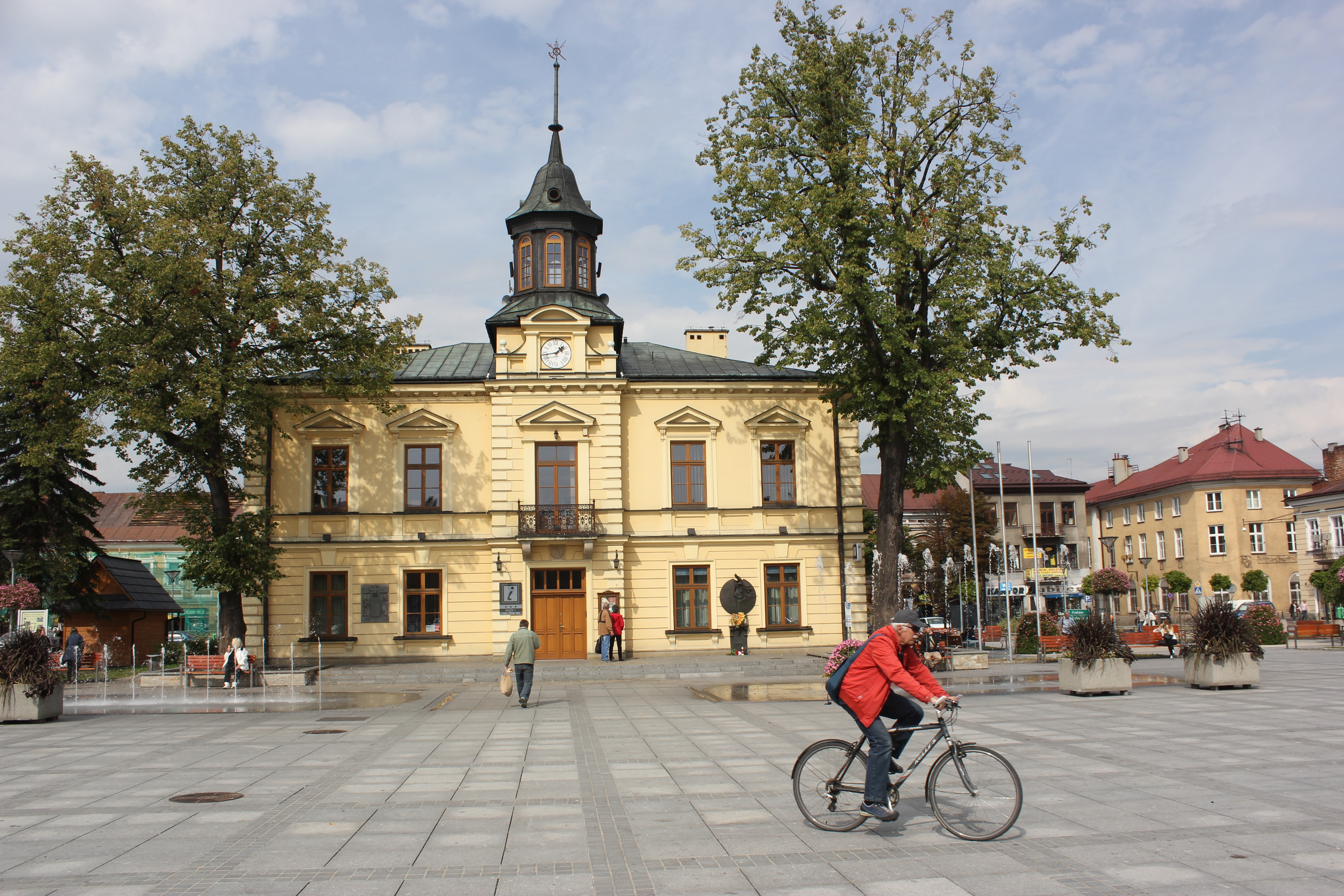
Rathaus am Marktplatz

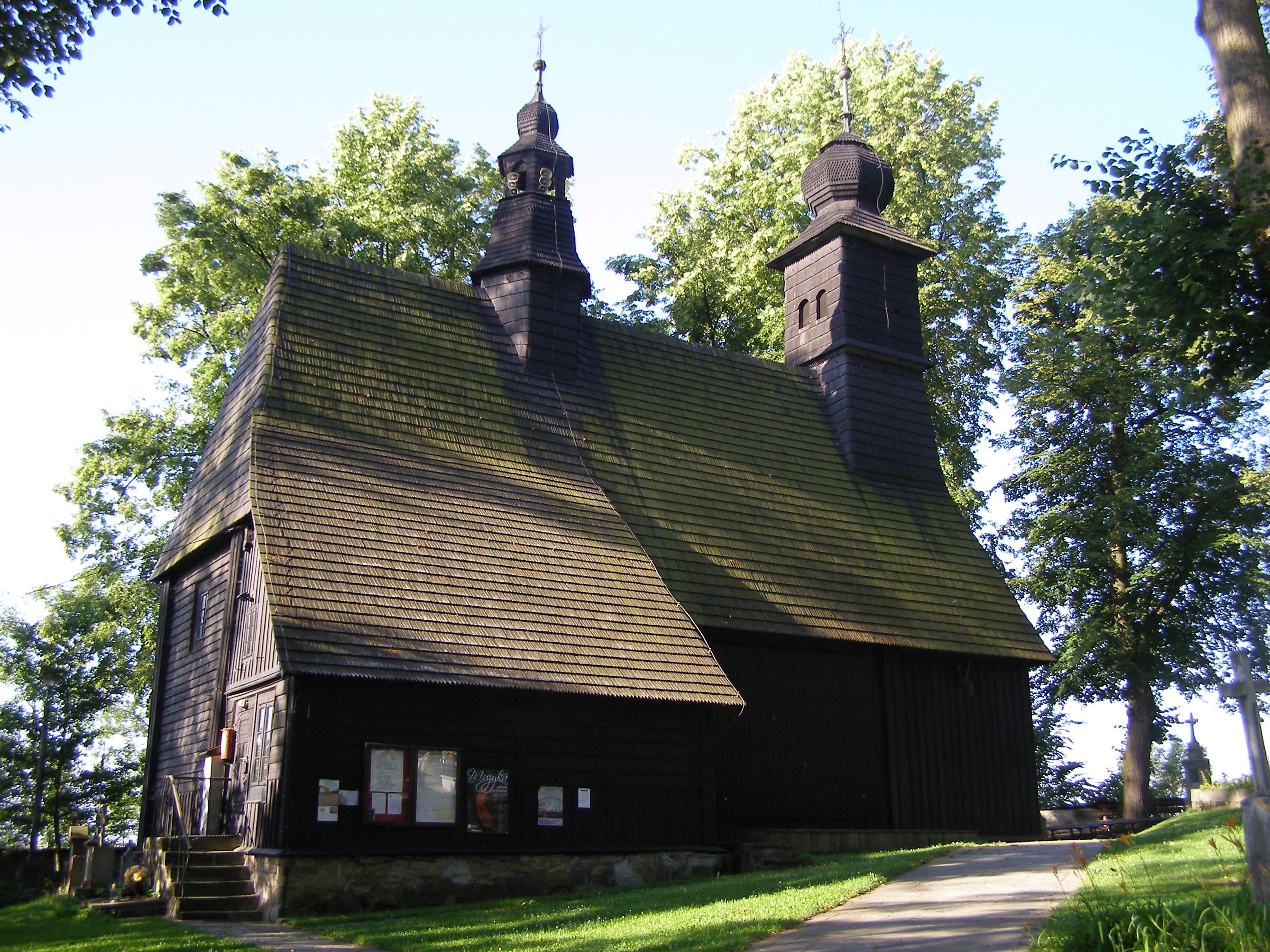
Holzkirche St. Anna

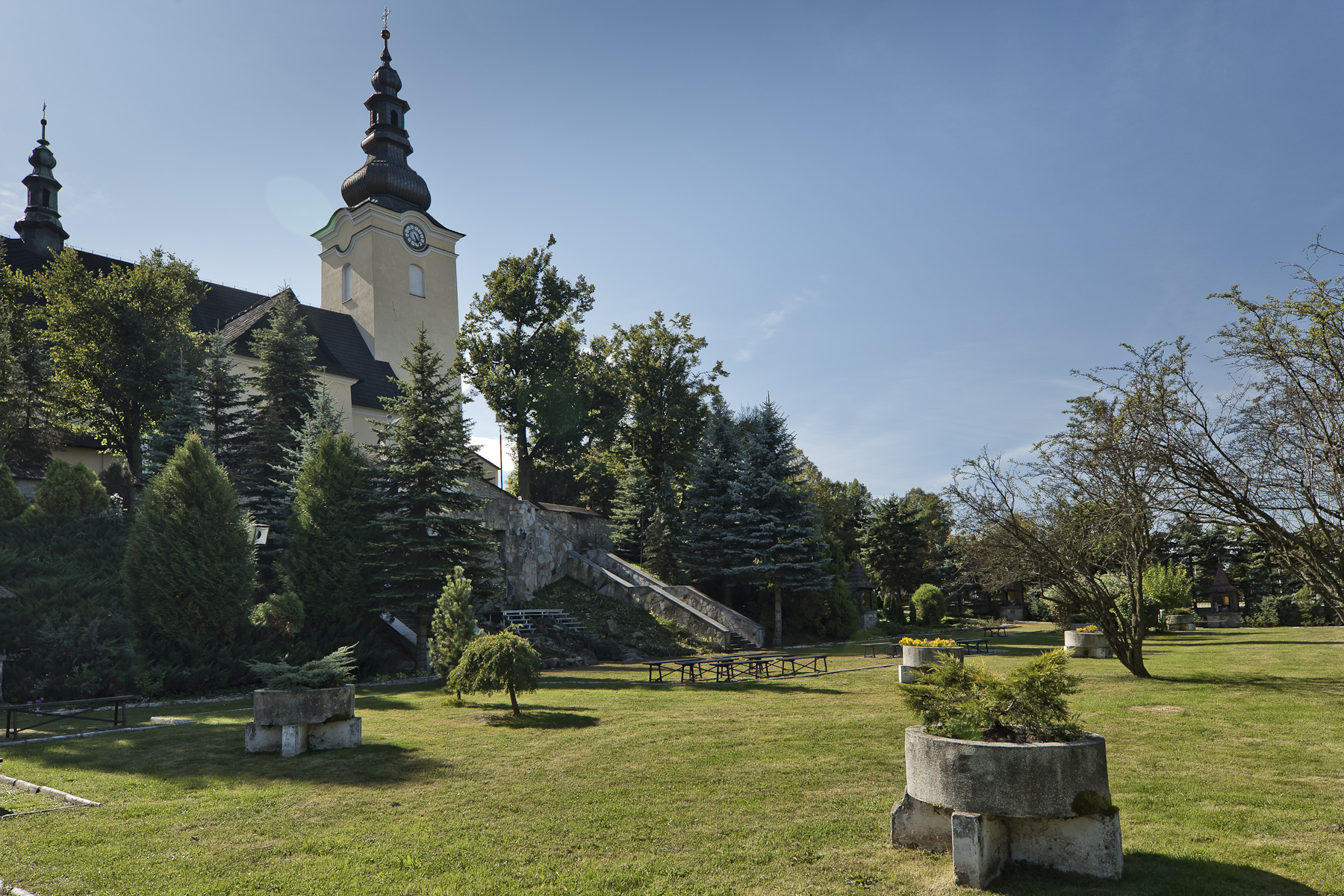
St.-Katherina-Kirche

Nowy Targ (deutsch Neumarkt, jiddisch Neymarkt) ist eine polnische Kreisstadt in der Woiwodschaft Kleinpolen, Powiat Nowotarski. Sie gilt als Hauptstadt der Podhale-Region und der Euroregion Tatry, liegt am Dunajec nördlich der Hohen Tatra im Neumarkter Becken, rund 65 Kilometer südlich von Krakau und zählt etwa 30.000 Einwohner. Die Stadtgründung erfolgte im ersten Drittel des 14. Jahrhunderts.

## Geschichte

### Vom 14. bis zum Ende des 19. Jahrhunderts
Im Jahr 1336 wurde die Stadt Nowy Targ nach dem Privileg des Königs Kasimir der Große gegründet, nach Magdeburger Recht auf 150 fränkischen Hufen, an der Stelle der im 13. Jahrhundert existierenden Siedlung Stare Cło (Antiquum Theoloneum). Die Erwähnungen cuius ciuitatis nomen fuit ‘Nouum Forum’ [1208] und que cognominata erit ‘Nyemarg’ vulgo ‘Nowy Targ’ iure Theutonice [1234 bzw. 1238] stammen aus von Szczyczycer Mönchen verfälschten Dokumenten. Etwas später wurde auf einer Anhöhe eine Kirche errichtet.
Im frühen 14. Jahrhundert folgte eine größere Besiedlungsaktion in diesem Gebiet, das damals Długie Pole (lateinisch longus Campus bzw. Longo Prato) genannt wurde. Im Jahr 1350 umfasste das Dekanat de Longo Campo die Pfarreien Nowy Targ, Cło Stare, Chochowsow (Klikuszowa), Szaflary, Waksmund, Phyfer (Ostrowsko), Niger (Maniowy), Clessino (Kluczkowce), Sromowce Wyżne, Sromowce Niżne, Wylczsko bzw. Wyczsko (Szczawnica?), Villa Ivconis (Tylmanowa?), später auch Grywałd. Einige Namen deuten auf deutsche Ansiedlung (vermutlich aus Schlesien), auch die Stadt hatte einen großen Anteil deutscher Bevölkerung.
Zwischen 1575 und 1578 gründeten die Schuster die erste Zunft der Stadt. 1601 vernichtete ein großes Feuer große Teile von Nowy Targ und dabei auch die Kirche. Im Schwedisch-Polnischen Krieg, insbesondere 1656, zerstörten die Schweden die Stadt schwer. 1710 kam es neben einem Feuer auch zum Ausbruch der Pest. Am 13. Juni 1784 vernichtete wiederum ein Feuer große Teile der Stadt. – Die erste Apotheke eröffnete 1823. 1880 bildete sich die Freiwillige Feuerwehr von Nowy Targ.

### Ab dem 20. Jahrhundert
Vor dem Zweiten Weltkrieg lebten rund 6000 Personen in der Stadt, davon 1300 Juden. Im Mai 1941 wurde ein Zwangsghetto eingerichtet, in dem im August 1942 zwischen 3000 und 4000 Menschen zusammengepfercht waren, bis sie in das Vernichtungslager Belzec deportiert wurden. Kurz nach der Befreiung von Auschwitz erreichte die Rote Armee am 29. Januar 1945 Nowy Targ.
Nowy Targ wurde in die Woiwodschaft Kleinpolen, Powiat Nowotarski, eingegliedert.
Am 8. Juni 1979 besuchte Papst Johannes Paul II. die Stadt.

## Landgemeinde
Die eigenständige Landgemeinde (gmina wiejska) Nowy Targ hat eine Fläche von 208,65 km², auf der 24.131 Menschen leben (31. Dezember 2020). Die Bevölkerung ist in der Land-, Fischerei- und Forstwirtschaft sowie dem Tourismus tätig.

## Politik

### Wappen
Das Wappen zeigt, auf blauem Grund, die Heilige Katharina von Alexandrien. Sie trägt eine goldene Krone, hält in der linken Hand einen Palmwedel und in der rechten ein Schwert. Zu ihrer rechten Seite befindet sich ein goldenes Rad.

### Städtepartnerschaften
- Kežmarok (Slowakei)
- Radevormwald (Deutschland)
- Évry (Frankreich)
- Roverbella (Italien)

## Kultur und Sehenswürdigkeiten (Auswahl)

### Museen
- Podhale-Museum des polnischen Touristikverbandes PTTK

### Sport
- Podhale Nowy Targ – Eishockeyclub
- Szarotka Nowy Targ – Unihockeyclub

### Sonstiges
Auf dem zentralen und gut gepflegten Marktplatz der Stadt steht eine auffällige Guss-Skulptur Dialog, die eine Geis mit einem Lamm tanzend oder im Dialog darstellt. Das Tierpaar wurde vom Bildhauer Michał Batkiewicz geschaffen.
Auf dem gleichen Platz wurde auch ein aus Roheisen gestalteter Riesenschriftzug aufgestellt, der Love & Hate symbolisiert. Der Hass hat die Form eines Eurozeichens.

## Wirtschaft
Überregional bekannt geworden ist diese Stadt durch ihren sehr großen Freiluft-Verkaufsmarkt mit allen Artikeln des täglichen Bedarfs über Wäsche, Textilien bis hin zu Möbeln, Tieren, Autos und Ersatzteilen.

## Verkehr
Am westlichen Ortsrand verläuft die Schnellstraße Zakopianka (DK47), die Krakau mit Zakopane verbindet. In Nowy Targ beginnt die DK49 entlang der Białka zum ehemaligen Grenzübergang in Jurgów.
Der Bahnhof Nowy Targ liegt an der Bahnstrecke Chabówka–Zakopane. Einst begann hier die Bahnstrecke Nowy Targ–Suchá Hora.

## Söhne und Töchter der Stadt
- Gustav von Wex (1811–1892), Wasserbauingenieur
- Leopold Trepper (1904–1982), Kommunist und Widerstandskämpfer
- Georges Nomarski (1919–1997), Physiker
- Józef Wesołowski (1948–2015), in den Laienstand versetzter römisch-katholischer Erzbischof
- Aleksander Stołowski (* 1955), Skispringer
- Bogdan Dziubiński (* 1958), Eishockeyspieler
- Tadeusz Bafia (* 1964), Nordischer Kombinierer, kanadischer Skisprungnationaltrainer
- Zbigniew Klimowski (* 1967), Skispringer und Skisprungtrainer
- Ryszard Czerwiec (* 1968), Fußballspieler
- Stanisław Mucha (* 1970), Dokumentarfilmregisseur
- Krzysztof Topór (* 1972), Biathlet
- Jarosław Różański (* 1976), Eishockeyspieler
- Krzysztof Zapała (* 1982), Eishockeyspieler
- Krzysztof Zborowski (* 1982), Eishockeyspieler
- Tadeusz Błażusiak (* 1983), Trial- und Endurofahrer
- Tomasz Malasiński (* 1986), Eishockeyspieler
- Krystian Dziubiński (* 1988), Eishockeyspieler
- Jan Antolec (* 1990), Skilangläufer
- Dawid Kubacki (* 1990), Skispringer
- Bartłomiej Neupauer (* 1991), Eishockeyspieler
- Damian Kapica (* 1992), Eishockeyspieler
- Oskar Jaśkiewicz (* 1996), Eishockeyspieler

## Mit der Stadt verbunden
- Kazimierz Gałecki (1863–1941), Politiker und Diplomat; Ehrenbürger von Nowy Targ
- Jerzy Bielecki (1921–2011), Auschwitzüberlebender; von Yad Vashem als Gerechter unter den Völkern ausgezeichnet